# IEC TC 91
Technická komise IEC TC 91, Montážní technologie elektroniky,  je jednou z technických komisí Mezinárodní elektrotechnické komise (International Electrotechnical Commission, IEC). TC 91 je odpovědná za normalizaci  v oblasti návrhu, výroby a testování elektronických sestav, včetně požadavků a testů na materiály a komponenty používané pro výrobu desek s plošnými spoji a elektronických sestav; dále za normalizaci formátů elektronických dat a knihoven pro popis těchto výrobků a procesů.
Deska s plošnými spoji je obecný termín, kterým se zde rozumí plně dokončená konfigurace plošného spoje, včetně plošného propojení; toto zahrnuje desky jednostranné, dvoustranné a vícevrstvé, jejichž základní materiál může být neohebný, ohebný resp. ohebno-neohebný [IEC 60194:2015]

## Připravované a publikované normy komise IEC TC 91
Aktuální stav připravovaných norem lze nalézt na webu IEC .
Aktuální stav publikovaných norem lze rovněž nalézt na webu IEC .

## Pracovní skupiny a subkomise
TC 91 sestává z řady pracovních skupin (working groups, WG), které odpovídají za normy z příslušné oblasti. Aktivní pracovní skupiny jsou uvedeny v tabulce.

| IEC TC 91 ‒ Pracovní skupiny |                                                                                |                                                                   |
| Pracovní skupina             | Název skupiny                                                                  | Příklady norem                                                    |
| WG 1                         | Požadavky na elektronické součástky                                            | IEC 61760 (součástky pro SMT)                                     |
| WG 2                         | Požadavky na elektronické sestavy                                              | IEC 61191 (Požadavky na zapájené desky)                           |
| WG 3                         | Metody měření a testování pro elektronické sestavy                             | IEC 61189-5 (testování sestav)                                    |
| WG 4                         | Desky s plošnými spoji a materiály                                             | IEC 61249 (základní materiály); IEC 61190 (připojovací materiály) |
| WG 5                         | Slovníky                                                                       | IEC 60194 (základní terminologie)                                 |
| WG 6                         | Technologie montáže zabudovaných součástek                                     | IEC 62878 (technologie zabudovaných součástek))                   |
| WG 10                        | Metody měření a testování pro desky s plošnými spoji a pro příslušné materiály | IEC 61189-3 (testování neosazených desek)                         |
| WG 12                        | Metodika návrhu a přenos dat desek s plošnými spoji a příslušných sestav       | IEC 61182; IEC 61188                                              |
| WG 13                        | Automatizace návrhu: Jazyk pro popis součástek, obvodů a systémů               | IEC 61636-1 (software SIMCA); IEC 61671 (jazyk AXML)              |
| WG 15                        | Automatizace návrhu: Testování elektrotechnických výrobků                      | IEC 63569 (programy pro testování výrobků)                        |

| IEC TC 91 - Společné pracovní skupiny (JWG) |                                         |                                                                    |
| Společná pracovní skupina                   | Název skupiny                           | Příklady norem/dokumentů                                           |
| TC 86/JWG 9                                 | Optické funkce elektronických sestav    | IEC 62496, Optické desky s plošnými spoji (Optical circuit boards) |
| TC 121/JWG X                                | Digitální 3D tisk ve výrobě elektroniky | ISO/IEC 23510, (3D tisk a skenování — Aditivní výroba)             |

## Dokumenty komise IEC TC 91 převzaté do EN a ČSN
Aktuální stav norem ČSN převzatých ze soustavy norem EN resp. norem IEC lze ověřit na webu agenturaCAS .
Příklad: Hledám zavedení IEC 61191: ... dotaz "61191" ... odpověď: ČSN EN 61191-1,..., ČSN EN 61191-6; pak lze zvolit "Náhled" pro každou ČSN.

## Ilustrace souvisejících výrobků

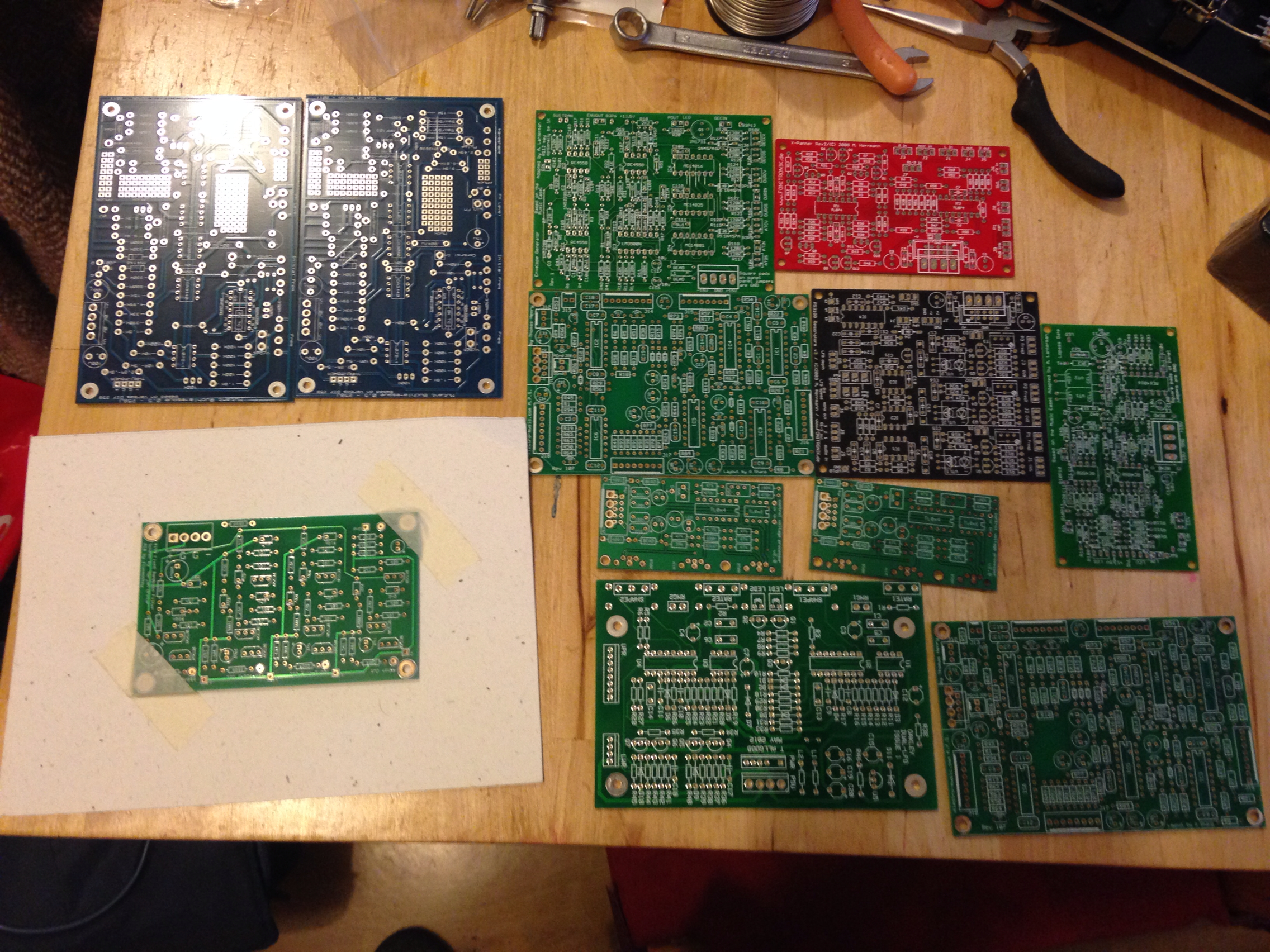
Příklady neohebných desek
- Příklady ohebno-neohebných desek
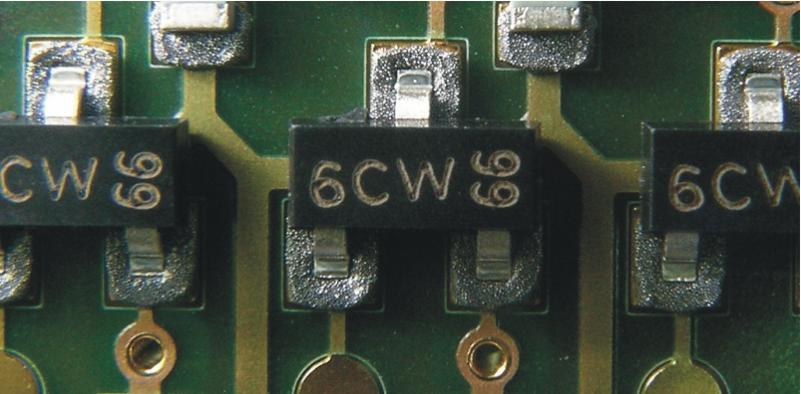
Součástky pro povrchovou montáž, připravené k zapájení přetavením
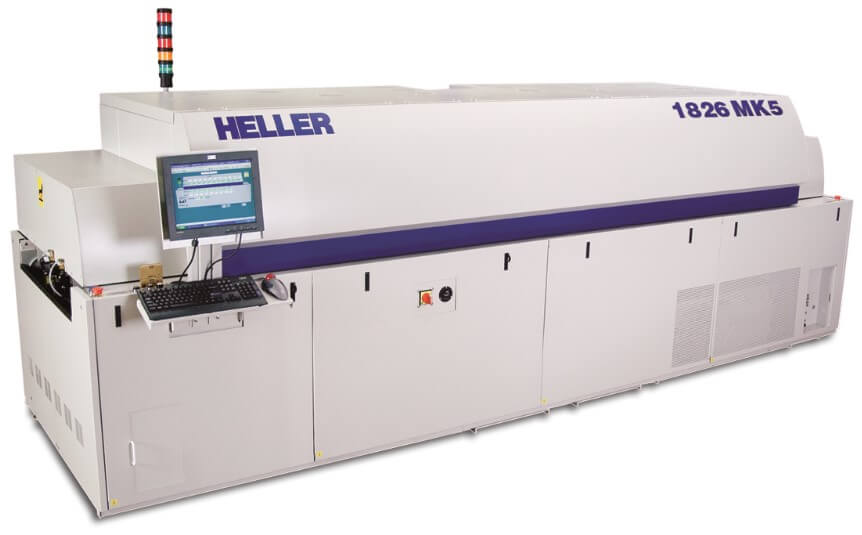
Zařízení pro pájení desek technologií přetavením
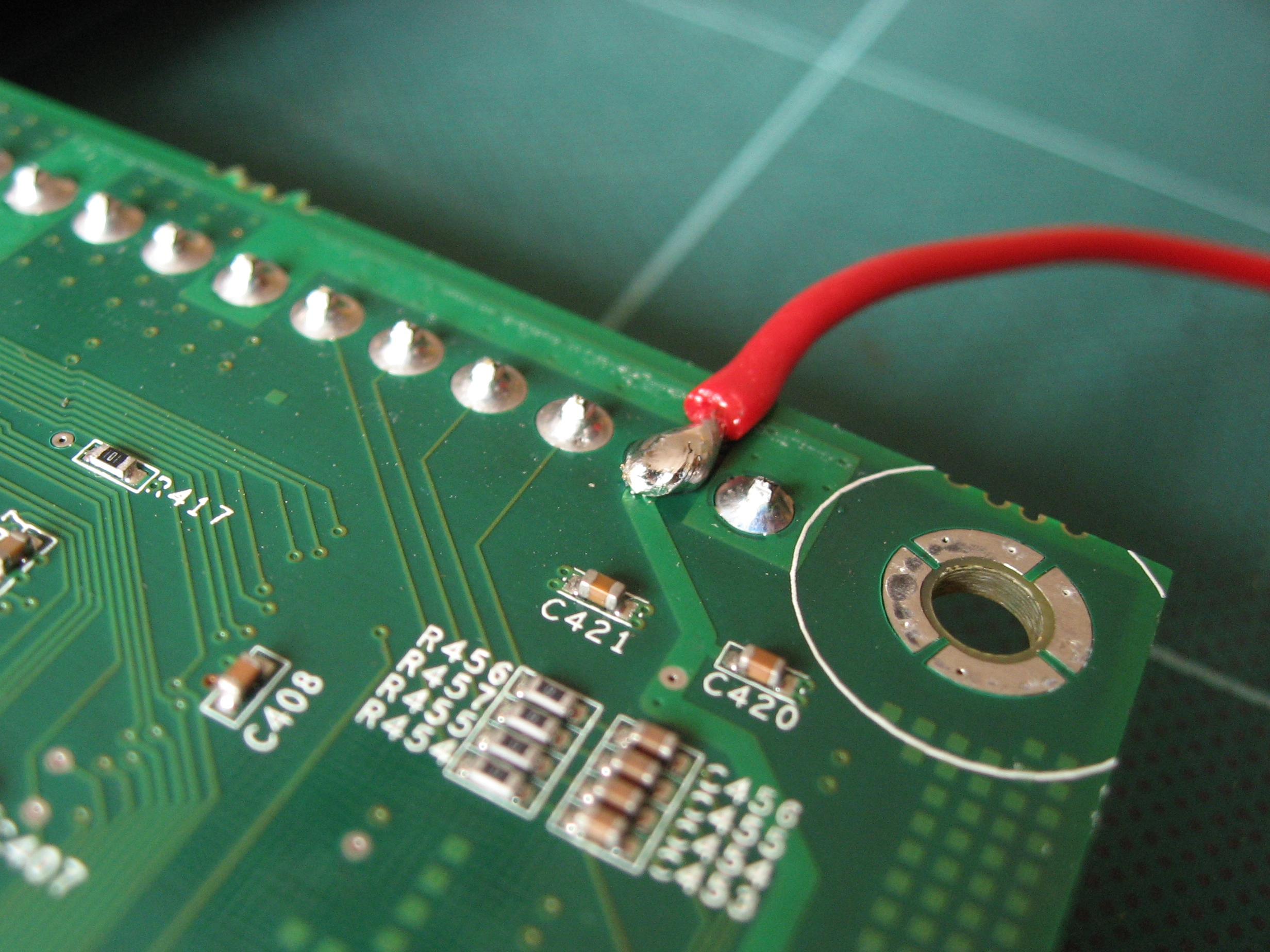
Příklady zapájených součástek pro povrchovou montáž
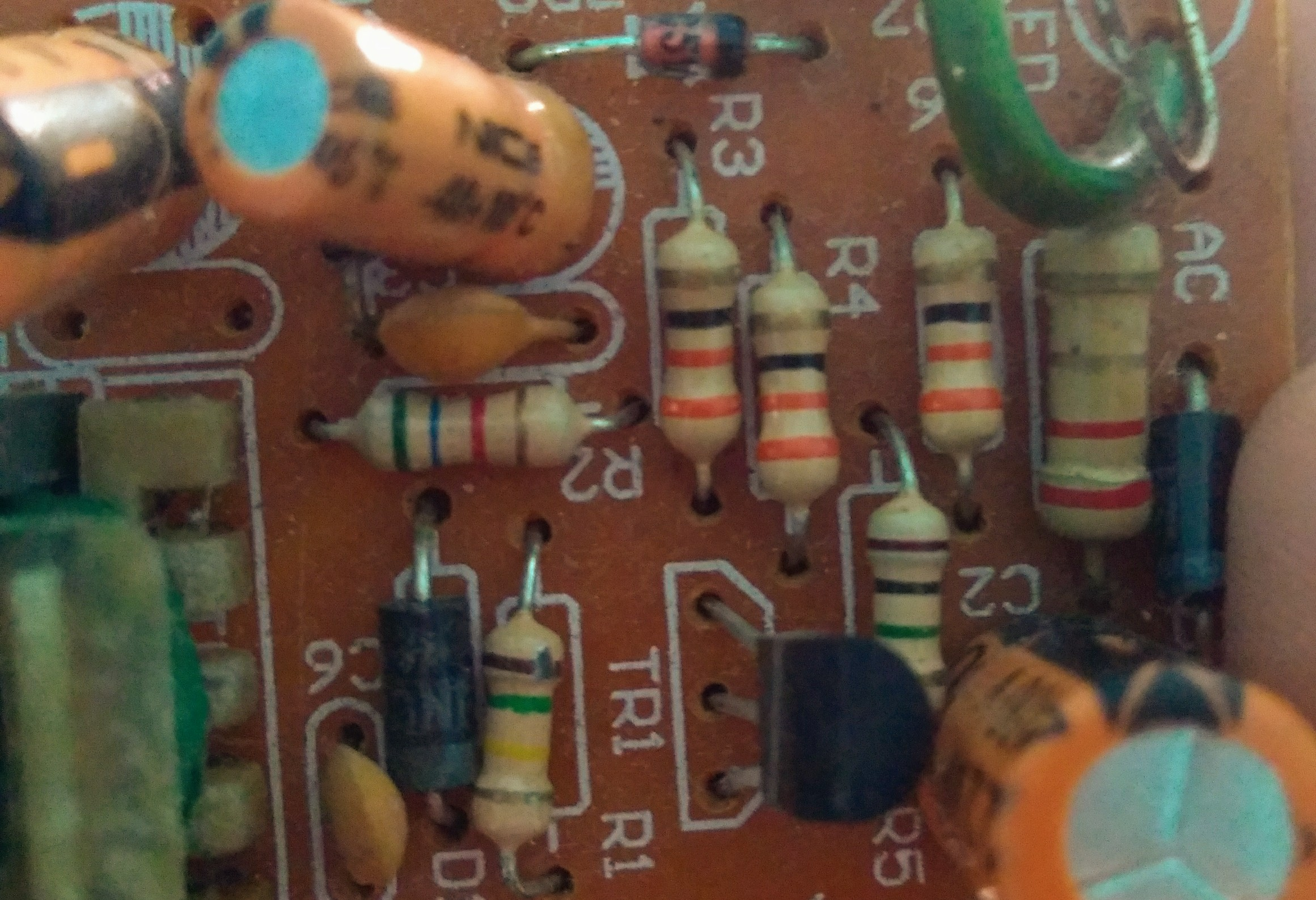
Příklady pasivních součástek zapájených do otvorů v desce
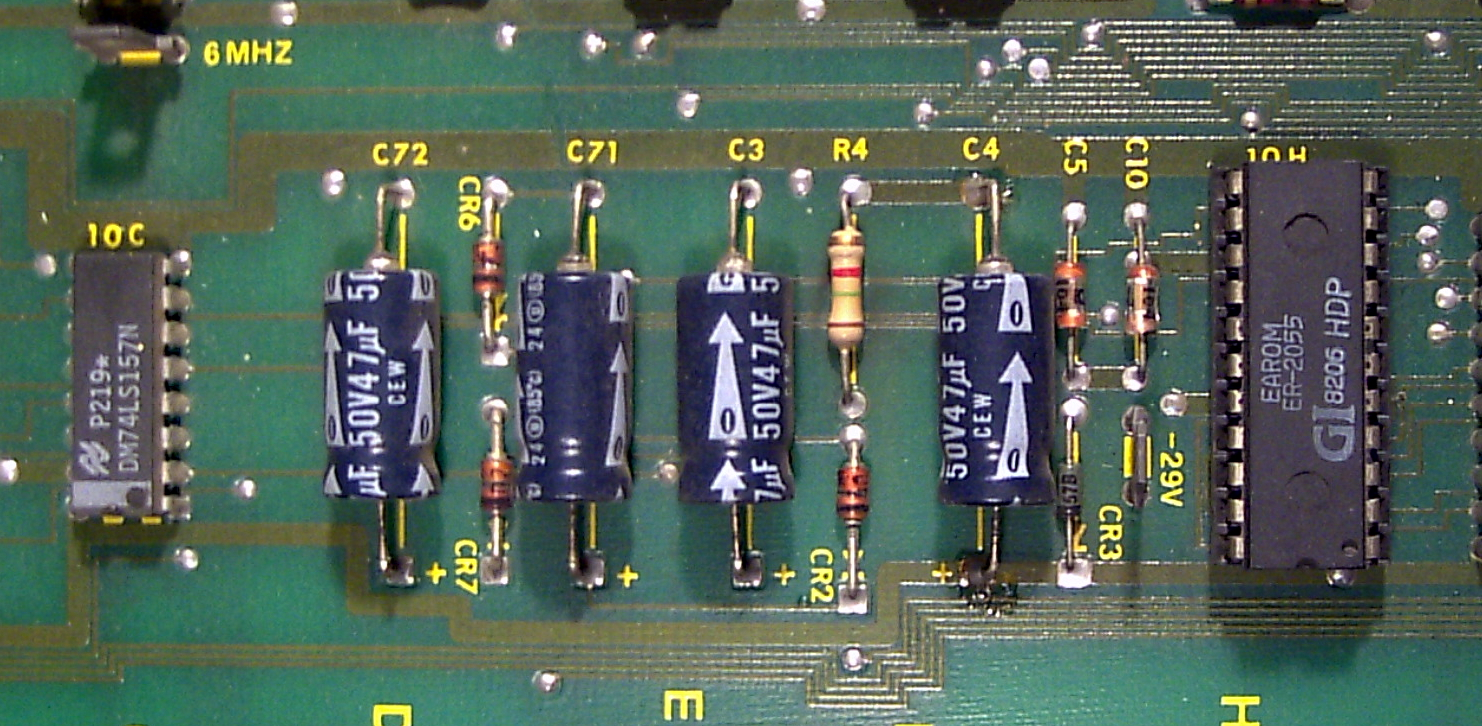
Příklady aktivních a pasivních součástek zapájených do otvorů desky
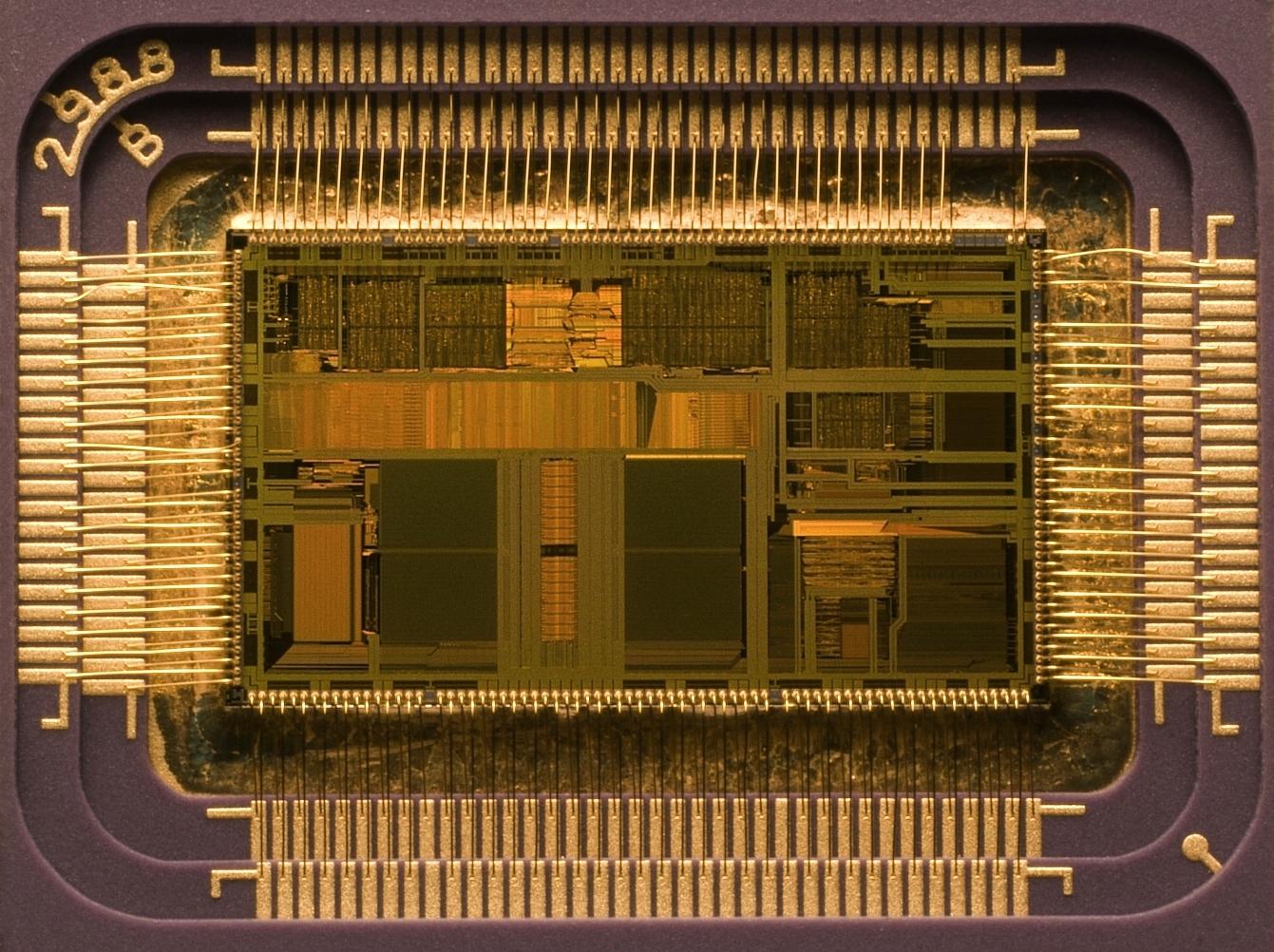
Mikroprocesor; Součástka pro desky chytrých zařízení
Příklad sestavy: (Anténa + zabudovaný RFID čip) pro sledování výrobků ve skladu resp. výrobků vynášených z prodejny
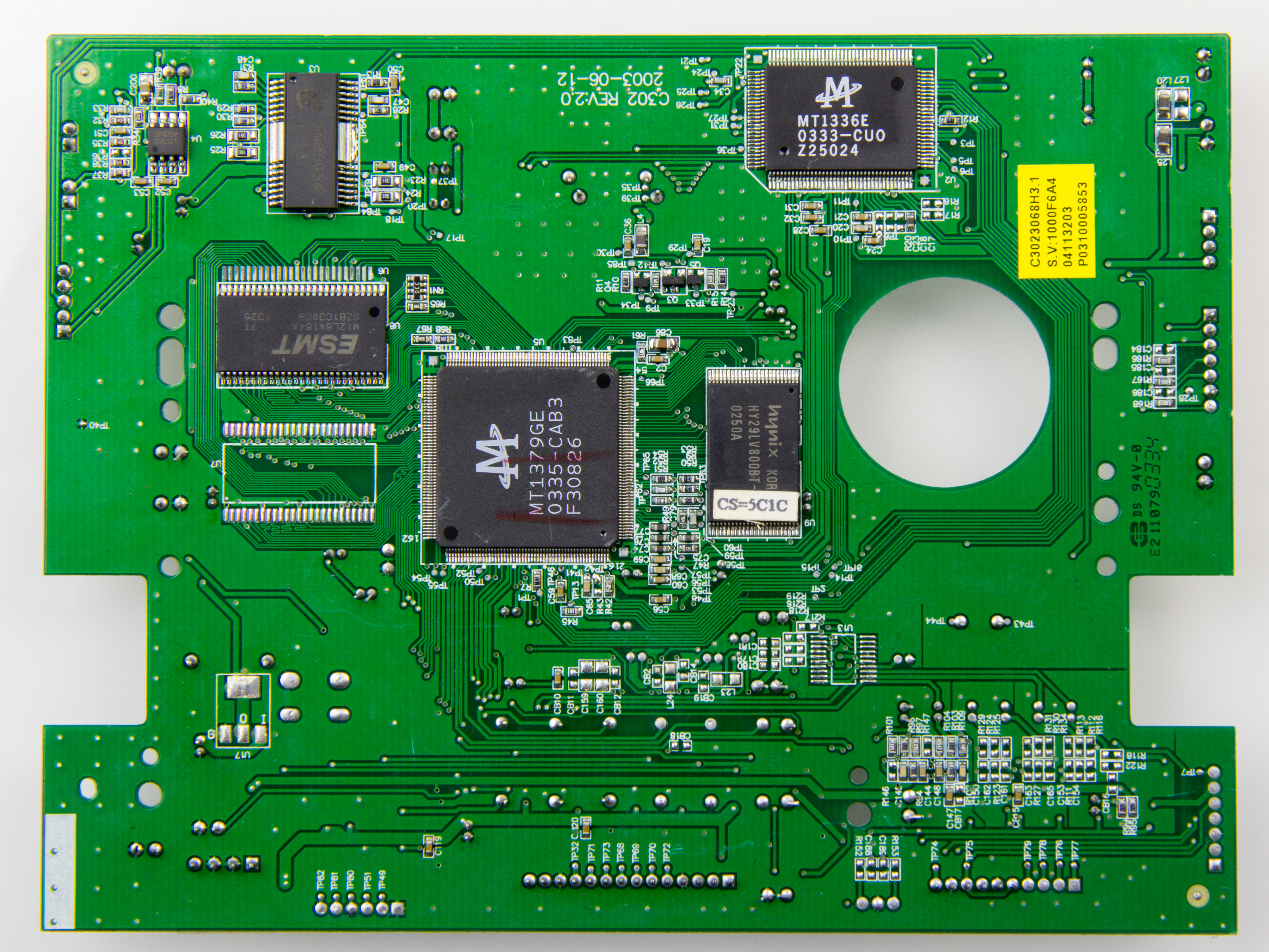
Příklad sestavy: Deska z přehrávače DVD